# Hadena transvitta
Hadena transvitta är en fjärilsart som beskrevs av Dyar 1913. Hadena transvitta ingår i släktet Hadena och familjen nattflyn. Inga underarter finns listade i Catalogue of Life.